# 滚河
滚河，是中国长江流域汉水水系的一条河流，汇入唐白河。河长147千米，流域面积2833平方千米，多年平均流量5立方米每秒。水能理论蕴藏量1万千瓦。